# Werksiedlung Mannersdorf
Die Werksiedlung Mannersdorf ist eine 1953 entstandene Kleinsiedlung für Werksangestellte der Perlmooser Zementwerke im nordwestlichen Teil der Stadtgemeinde Mannersdorf am Leithagebirge in Niederösterreich.
Den Wettbewerb zur Errichtung der Werksiedlung hat der Architekt Roland Rainer mit seinem Entwurf einer eingeschoßigen Reihenhaus-Siedlung gewonnen und danach realisiert.
Die Wohneinheiten sind klein aber geräumig konzipiert, mit einer Wohnfläche von 56 m², bzw. 60 m² mit zusätzlichem Schlafraum, sind nicht unterkellert, und haben einen Vorratsraum mit anschließendem Gemüsegarten. Die Häuser haben auch einen kleinen Vorgarten und einen gedeckten Sitzplatz. Eine Vorreiterrolle übernahm die Siedlung auch ökologisch mit einer Abwasserreinigung mit anschließendem angelegter Teich, welcher heute mit Schilf zugewachsen ist und wo sich Wildvögel angesiedelt haben. Die Siedlung erhielt unter Bezugnahme und Einbindung der umgebenden Landschaft eine Grünflächengestaltung mit Windschutzbepflanzung nach einer Planung des Gartenarchitekten Viktor Mödlhammer. Ebendort ist ein Kinderspielplatz mit einem Planschbecken mit einer Wasserrutsche aus Kunststein mit Mosaikeinlage aus 1952 des Bildhauers Wander Bertoni.
Die bungalowartige Bauweise mit flachen Dächern – in Anlehnung an das Neue Bauen – erregte in den 1950er Jahren im ländlichen Bereich großes Aufsehen und auch Ablehnung mit dem Vorwurf der Verunstaltung des Ortsbildes. Architekt Rainer schrieb in einer seiner Dokumentationen: Mancher Einwohner äußerte sein Missfallen mit der Bezeichnung Negerdorf oder indem er auf den flachen Dächern seine Notdurft verrichtete.